# Aftir oukessoul
L’aftir oukessoul, thimegzerth ou kataâ ouarmi à Alger, est un plat de pâtes traditionnelles algériennes, originaire de Kabylie.

## Description
C’est un plat à base de pâtes artisanales fraîches, coupées en longueur de 20 à 40 cm environ, puis plongées dans un bouillon à base de viande d'agneau, de légumes de saison, de légumes secs, agrémenté d'herbes telles que la coriandre et la menthe et arrosé d'un filet d'huile d'olive.
La pâte est préparée de la même manière que le msemmen ; elle est coupée et cuite directement dans le bouillon. 

## Consommation
Ce plat se prépare surtout en hiver. Il est aussi préparé pour la femme parturiente car il favorise la montée du lait maternel.[réf. nécessaire]